# Туман (фільм, 1980)
Туман (англ. The Fog) — американський містичний фільм жахів 1980 року режисера Джона Карпентера, який також написав сценарій і створив музику до нього. Головні ролі зіграли Едріенн Барбо, Джеймі Лі Кертіс, Том Аткінс, Джанет Лі та Гел Голбрук. Сюжет оповідає про дивний, сяючий туман, який проноситься над невеликим прибережним містечком у Каліфорнії, приносячи з собою мстивих привидів моряків, які були вбиті під час катастрофи корабля 100 років тому.
«Туман» отримав неоднозначні відгуки після випуску, але став хітом у прокаті, заробивши понад $21 млн на внутрішньому рівні при бюджеті $1,1 млн. З моменту виходу на екрани він отримав більш позитивні відгуки та став культовою класикою.

## Сюжет
Напередодні столітнього ювілею містечка Антоніо Бей, на півночі Каліфорнії, на нього з моря опускається туман. Привиди, виринають з туману, вбивають рибалок на шхуні що стоїть недалеко від берега і потім виходять на вулиці міста.
Тієї ж ночі священик Мелоун виявляє щоденник свого дідуся, в якому описуються невідомі його нинішнім жителям події: у 1880 році шість засновників міста навмисне затопили і пограбували корабель «Елізабет Дейн». Корабель належав заможній людині на прізвище Блейк, який хворів на проказу і хотів заснувати колонію для прокажених. Засновники Антоніо Бей розпалили багаття, заманивши корабель на скелі, і вся команда загинула. Золото, яке було там, засновники забрали собі. Мелоун зачитує текст з щоденника міському чиновнику Кеті Вільямс і каже, що Антоніо Бей проклятий.
Туман поступово огортає все місто. Починають відбуватися дивні речі: пропадає електрика, б'ється скло. Однією з перших відчуває недобре ведуча місцевої радіостанції Стіві Вейн. Після того, як її друг Ден, з яким вона говорила по телефону, вийшов відкрити двері незнайомцеві і не повернувся, вона розуміє, що відбувається щось страшне і туман безпосередньо з цим пов'язаний. Радіостанція розташована на маяку, тому Стіві може бачити все місто. Вона по радіо веде репортаж, повідомляючи, куди рухається туман.
Енді, син Стіві, залишився вдома з нянею. Один з привидів вбиває няню, і Енді дивом рятує пасажир машини, яка проїжджала повз. Енді, його рятівники і ще кілька людей збираються в церкві отця Мелоуна, з усіх боків оточеній туманом. Одночасно привиди добираються до радіостанції; Стіві з останніх сил забирається на дах маяка. Коли примари на чолі з Блейком проникають в церкву, Мелоун виходить назустріч їм, несучи масивний хрест з чистого золота. Хрест був відлитий з того самого золота, яке було на «Елізабет Дейн». Блейк забирає хрест і зникає, разом з ним зникають примари, туман відступає від міста. Стіві рятується, коли примари її вже наздогнали.
Мелоун залишається в церкві один і не розуміє, чому Блейк залишив його в живих. У цей момент з'являється привид і вбиває його.

## У ролях
| Актор               | Роль           |
| ------------------- | -------------- |
| Едріенн Барбо       | Стіві Вейн     |
| Джеймі Лі Кертіс    | Елізабет Соллі |
| Джанет Лі           | Кетті Вільямс  |
| Джон Гаусмен        | містер Мачен   |
| Том Аткінс          | Нік Кастл      |
| Джеймс Каннінг      | Дік Бакстер    |
| Чарльз Сайферс      | Ден О'беннон   |
| Ненсі Кайс          | Сенді Фадел    |
| Ті Мітчелл          | Енді           |
| Гел Голбрук         | Отець Мелоун   |
| Джон Ф. Гофф        | Ел Вільямс     |
| Джордж «Бак» Флауер | Томмі Воллес   |
| Реджіна Волдон      | місіс Кобрітц  |
| Джим Гейні          | начальник доку |
| Дарроу Ігус         | Мел            |
| Джон Вік            | шериф Сіммс    |

| Актор           | Роль              |
| --------------- | ----------------- |
| Джим Джакобас   | мер               |
| Фред Франклін   | Ешкрофт           |
| Рік Морено      | привид            |
| Лі Сокс         | привид            |
| Томмі Лі Воллес | привид            |
| Білл Тейлор     | бармен            |
| Роб Боттін      | Блейк             |
| Чарльз Ніклін   | Блейк (озвучка)   |
| Дарвін Джостон  | доктор Фібес      |
| Лорі Арент      | дитина            |
| Ліндсі Арент    | дитина            |
| Шарі Джейкобі   | дитина            |
| Крістофер Канді | дитина            |
| Джон Стробел    | продуктовий клерк |
| Джон Карпентер  | Беннетт           |
| Дебра Гілл      |                   |